# Schoenolirion

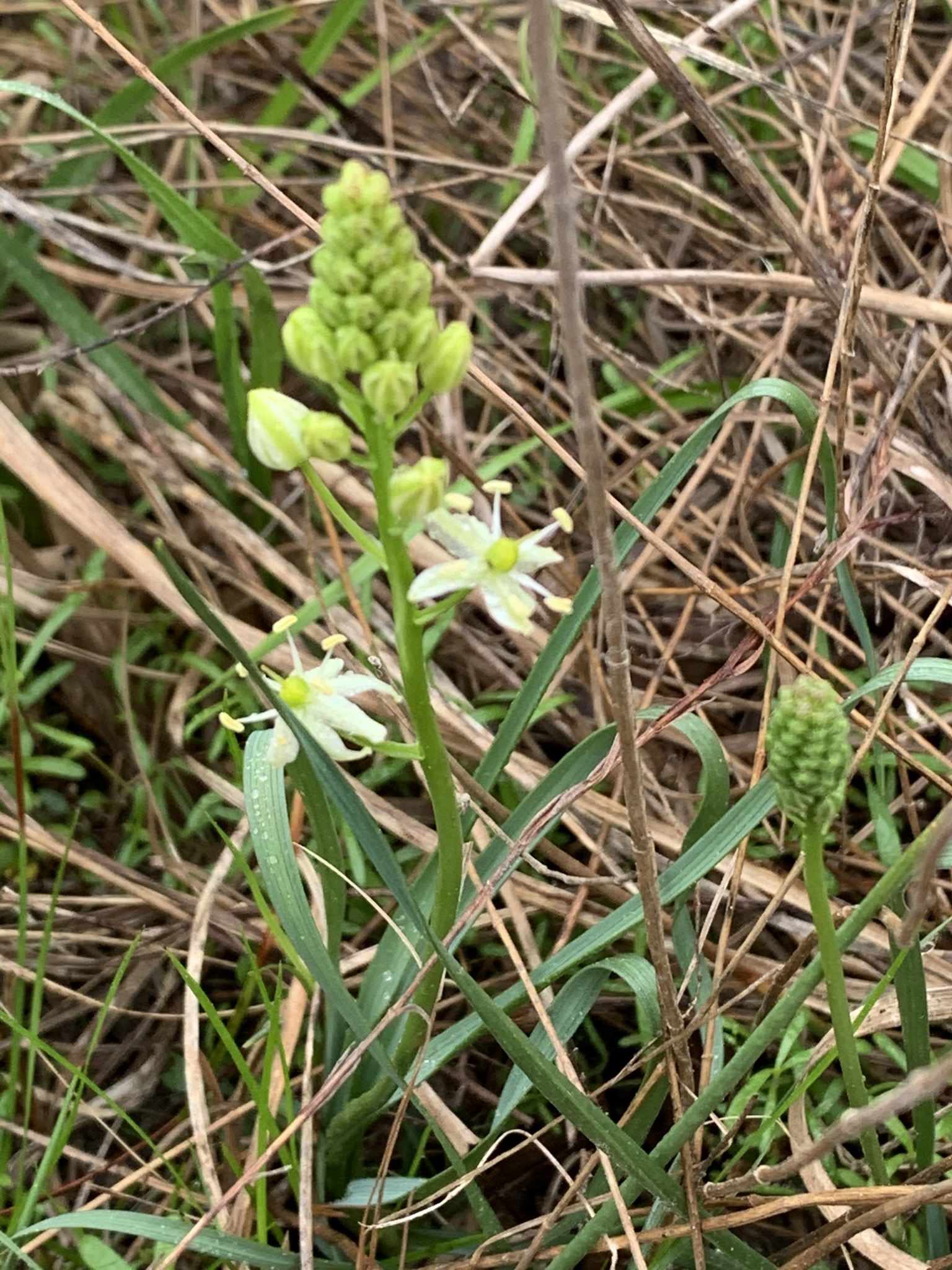
Schoenolirion wrightii

Schoenolirion Torr. ex Durand – rodzaj roślin z rodziny szparagowatych. Obejmuje trzy gatunki występujące we wschodnim Teksasie i południowo-wschodnich Stanach Zjednoczonych.
Nazwa naukowa rodzaju pochodzi od greckich słów σχοίνος (schoenos – sit) i λυρίων (lirion – lilia. 

## Morfologia
PokrójWieloletnie rośliny zielne.
PędPionowe, mięsiste kłącze o długości od 1 do 12 cm, niekiedy wierzchołkowo tworzące cebulę. Z wierzchołka kłącza wyrastają kurczliwe korzenie główne.
LiścieOd 2 do 7 liści odziomkowych, płaskich do niemal okrągłych na przekroju, niekiedy z podłużnym grzbietem.
KwiatyZebrane w grono lub kwiatostan z 1–3(–6) odgałęzieniami (S. albiflorum), o międzywęźlach wydłużających się po przekwitnięciu. Kwiaty szybko odpadające, jeśli nie zostały zapłodnione. Listki okwiatu żółte (S. croceum), białe (S. wrightii) lub białe do zielonkawobiałych (S. albiflorum), z 3 do 7 nerwami, równej wielkości. Sześć pręcików o równych nitkach, krótszych od listków okwiatu, wewnętrzne trzy z miodnikami u nasady. Pylniki skierowane do wewnątrz. Zalążnia górna, kulistawa.
OwoceWyraźnie trójklapowe, spłaszczone lub zygzakowato ząbkowane wierzchołkowo torebki. Nasiona błyszcząco czarne, kulistawe, z jednej strony spłaszczone, gładkie.

## Systematyka
Pozycja systematycznaRodzaj z podrodziny agawowe Agavoideae z rodziny szparagowatych Asparagaceae.
Wykaz gatunków
- Schoenolirion albiflorum (Raf.) R.R.Gates
- Schoenolirion croceum (Michx.) Alph.Wood
- Schoenolirion wrightii Sherman